# Santa Lucía (Cuba)
Santa Lucía es el Consejo Popular cabecera del municipio Rafael Freyre de la provincia de Holguín, Cuba. Se encuentra localizado en la porción norte del municipio en los 21°20' de latitud norte y los 75°55' de longitud oeste, constituye la cabecera municipal de Rafael Freyre. Limita por el norte con el Océano Atlántico, por el sur con los Consejos Populares de La Ceiba y Altuna, por el este con el Consejo Popular de Carlos Noris y por el oeste con el de Fray Benito.  

## Historia
Su origen se remonta al sitio ganadero Santa Cruz de Guabajaney, formado dentro del hato de Bariay (fundado en el año 1700), siendo en el 1764 sus propietarios Juan González de Rivera Ávila, José de Proenza y Manuel Savina.
En octubre de 1835 la familia Sánchez Hill, de origen estadounidense y asentada en Matanzas, comenzó a adquirir tierras en la propiedad de Bariay junto a la compra en las proximidades, de los trapiches azucareros Santo Tomás y La Caridad. En 1857, Rafael Lucas Sánchez Hill líder de la familia, fundió los trapiches y los reubicó geográficamente dándole el nombre indígena de Guabajaney, cuyos restos se conservan aún y que trabajaba a partir de la explotación de una importante dotación de esclavos. Fue en 1880 cuando tomó el nombre de Santa Lucía, según la leyenda surgida de una promesa hecha por los Sánchez, a Santa Lucía, para que se curase un miembro de la familia que padecía de una enfermedad de la vista. En el 1880 se comenzó a crear el ferrocarril de vía estrecha de una forma circular alrededor de la pequeña industria. En 1881 la empresa fue remodelada al reconstruirse como central azucarero, dotado de la más moderna tecnología del momento.
Rafael Lucas Sánchez Hill murió el 13 de mayo de 1878, y el 4 de septiembre de 1884 se creó la sociedad Hermanos Sánchez. La sociedad Hermanos Sánchez amplió los negocios y en la década del 1880 tenían: tenerías, tejares, almacenes, alambiques y un tren de lanchas. Todas estas inversiones propiciaron el crecimiento de la población y nuevas fuentes de trabajo. El factor más importante para las obras llevadas a cabo y el desarrollo ulterior de la zona fue el proceso de concentración de capitales cuando el 26 de noviembre de 1906 se formó la Santa Lucía Company. Esta estaba organizada y existía con arreglo a las leyes del estado de West Virginia. Con los años se fueron introduciendo nuevos adelantos en la industria, la población fue creciendo hasta formarse un batey.
La empresa funcionó en el plano social hasta 1933 como un feudo, estando la localidad del central rodeada por una cerca de alambres de púas para evitar la entrada o salida injustificada del sitio de su personal con garitas con guardias armados. A los trabajadores se les pagaba con fichas que tenían que materializar en la tienda de la localidad, propiedad también de los Sánchez.
En 1917 se produjo el primer intento de huelga en el central; pero fracasó por la falta de unidad de los trabajadores y la represión de los  dueños del central, experiencia reeditada en 1925, con el saldo de varias decenas de familias desempleadas y expulsadas violentamente del poblado.
Pocos días después de la caída de la dictadura de Gerardo Machado, hacia el 15 de septiembre de 1933, los trabajadores del central Tacajó en una comitiva de más de mil obreros y campesinos, se dirigieron al poblado de Santa Lucía a una solicitud del comité de huelga del lugar trasmitida por el obrero Pedro Barnuevo Cárdenas, derrumbando las cercas y contribuyeron a la instauración de un Soviet revolucionario en la localidad.
En 1960, al ser nacionalizado el central, esa fábrica de azúcar fue bautizada como Rafael Freyre en honor al mártir del asalto al Cuartel Moncada quien nació en esa localidad.

## Desarrollo económico
La mayor cantidad de la población se concentra alrededor de la principales instituciones que constituyen las diferentes fuentes de empleo. El empleo por cuenta propia así como la gastronomía y los servicios constituyen el área ecomómica y de generación de empleos de mayor ascenso en los últimos años en el territorio.

## Instituciones de salud
- Policlínico con servicios de hospitalización "Mario Muñoz Monroy"

- Clínica Estomatológica

- Sala de Rehabilitación

## Cultura
En el ámbito cultural existen diferentes grupos musicales de reconocido prestigio en la provincia y en el sector de turismo como Trabuco Latino, Mentes Callejera estos úlitimos con reconocida popularidad y prestigio a nivel nacional compartiendo escenarios con populares artistas de la talla de Juan Guillermo Almeida (JG), Boni & Kelly y Will Campa entre otros.